# Tomas Asklund
Tomas Asklund (ur. 28 stycznia 1970), znany również jako Alzazmon – szwedzki perkusista, a także inżynier dźwięku i producent muzyczny. Tomas Asklund znany jest z występów w black/death metalowych zespołach takich jak: Dissection, Dark Funeral, Necromicon, Infernal i Dawn. Od 2007 roku współpracuje z zespołem Gorgoroth. Wraz z grupą nagrał wydany w 2009 roku album pt. Quantos Possunt ad Satanitatem Trahunt. Wziął także udział w ponownym nagraniu albumu Under the Sign of Hell, wydanego w oryginale w 1997 roku.  
Tomas Asklund jest właścicielem studia nagraniowego Monolith.

## Dyskografia
- Dark Funeral - Vobiscum Satanas (1998, No Fashion Records)
- Necromicon - Peccata Mundi (2000, Hammerheart Records)
- Infernal - Summon Forth the Beast (EP, 2002, Hammerheart Records)
- Dissection - Maha Kali (EP, 2004, Escapi Music)
- Dissection - Rebirth of Dissection (DVD, 2006, Escapi Music)
- Dissection - Reinkaos (2006, Black Horizon)
- Gorgoroth - Quantos Possunt ad Satanitatem Trahunt (2009, Regain Records)
- Infernal - The Infernal Return (EP, 2010, Goathorned)
- Gorgoroth - Under the Sign of Hell 2011 (2011, Regain Records)